# Thâm Trạch
Thâm Trạch (chữ Hán giản thể:深泽县, pinyin: Shēnzé Xiàn, âm Hán Việt: Thâm Trạch huyện) là một huyện thuộc địa cấp thị Thạch Gia Trang, tỉnh, Hà Bắc, Cộng hòa Nhân dân Trung Hoa. Huyện Thâm Trạch nằm ở hạ lưu sông Hô Đà, có diện tích 296 km², dân số năm 1999 là 249.179 người . Mã số bưu chính là 052560. Đây là một khu vực trồng tiểu mạch trọng điểm của cao nguyên Hoa Bắc. Khí hậu ôn hòa, nhiệt độ bình quân năm là 14℃，tháng 1 trung bình -4℃，tháng 7 trung bình 21,1℃。